# Tomcsányi Mária
Tomcsányi Mária (leánynevén Jakab Mária, Tomcsányi Jakab Mária néven is publikál; Bethlen, 1945. január 9. –) erdélyi magyar rádió- és tévészerkesztő, Tomcsányi Tibor felesége.

## Életútja
Középiskolai tanulmányait Besztercén folytatta, itt érettségizett 1963-ban. Román–magyar szakot végzett a marosvásárhelyi Pedagógiai Főiskolán 1966-ban, majd a BBTE Filozófia Karán egyetemi diplomát is szerzett. Tanított Bálványosváralján és Újősben (1966–68), később a Román Rádió bukaresti magyar szerkesztőségében (1972–77), majd a Román Televízió magyar szerkesztőségében (1977–84) lett bemondó-szerkesztő; a magyar műsor megszüntetése után újra a Román Rádió magyar szerkesztőségének belső munkatársa (1984–90). Az 1989. decemberi fordulat után a Román Televízió újraindult magyar szerkesztőségének főmunkatársa, a színházi rovat vezetője nyugdíjba vonulásáig.

## Munkássága
Rádió- és tévériportokat, interjúkat, dokumentumfilmeket, tévébeszélgetéseket készített, műsorvezetője volt az Egy csésze kávé c. televíziós rovatnak. Beszámolókat állított össze bel- és külföldi színházi fesztiválokról, művelődési rendezvényekről; számos színházi előadást (Balassi Bálint: Szép magyar komédia, Vörösmarty Mihály: Csongor és Tünde, Tamási Áron: Hullámzó vőlegény, Kincses Elemér: Ég a nap Seneca felett) alkalmazott televízióra.

## Díjak, elismerések
- Aranytoll életműdíj (2012)